# Manic Depression
Manic Depression è una canzone del primo album di Jimi Hendrix del 1967 Are You Experienced; La canzone è dedicata alla psicosi maniaco-depressiva (in inglese manic-depression), una malattia che porta a passare da momenti di esaltazione a di depressione in poco tempo. La canzone si apre con una scala cromatica con una piccola pausa, per proseguire con un inusuale tempo in 9/8.

## Cover
Manic Depression è stata reinterpretata da Red Hot Chili Peppers, Clawfinger, Styx, Blood, Sweat & Tears, Carnivore, NoMeansNo, Scarlet Runner, Seal & Jeff Beck, King's X e Stevie Ray Vaughan.